# Специальный почтовый штемпель
Специа́льный почто́вый ште́мпель (сокращённо спецште́мпель), или худо́жественный ште́мпель, — памятный штемпель для специального гашения.

## Описание
Специальные штемпели отличаются от обычного календарного штемпеля тем, что в его тексте указывается название события или памятной даты, к которой он приурочен. Второе отличие заключается в монолитности спецштемпеля и отсутствии у него встроенного нумератора для ежедневной смены даты гашения, так как срок действия специальных штемпелей ограничивается обычно одним, реже — несколькими днями. По истечении срока курсирования спецштемпель изымается из обращения.
Помимо рисунка и текста, связанных с событием, на спецштемпеле, как правило, указаны почтовое отделение (почтамт), где произведено гашение, и дата.
Спецгашение, связанное с событием общегосударственного значения (например, «Неделя письма»), производится одновременно в ряде городов, где также изготовляются штемпели.

## История
Впервые спецштемпель применили в Великобритании в честь Всемирной выставки в Лондоне в 1862 году. Первый советский спецштемпель «День филателии» использовался на почтамте Москвы 19 августа 1922 года.
К числу ранних советских спецштемпелей относится штемпель, который употреблялся на первой Всесоюзной выставке по филателии и бонам в 1924 году в Москве. На штемпеле имелись календарная переводная дата и текст «1-я Всесоюзная выставка по филателии».
В 1963 году был издан «Каталог советских специальных почтовых штемпелей», который был подготовлен Главной филателистической конторой и включал 360 оттисков за период с 1922 по 1961 год.
- Примеры художественных штемпелей СССР на филателистических конвертах
- 1959: «Первый Всесоюзный съезд журналистов»
- 1961: «Международный день защиты детей»

- 1962: «40 лет Всесоюзной пионерской организации им. В. И. Ленина»
- 1963: «Всемирный конгресс женщин»

В 1972 году к 50-летию первого советского специального почтового штемпеля в СССР проводилась выставка гашений.
Последний советский спецштемпель «С Новым годом!» употреблялся с 25 декабря 1991 по 2 января 1992 года, а первый российский «XVI зимние Олимпийские игры» — 10 января 1992 года. Спецштемпели находят применение во многих странах и в настоящее время являются одними из распространённых объектов филателистического коллекционирования.
- Последний советский спецштемпель 1991—1992 годов
- Первый российский спецштемпель 1992 года

## Юридические аспекты
Порядок выпуска, применения и изъятия из обращения специальных почтовых штемпелей в законодательстве Российской Федерации регулируется «Положением о знаках почтовой оплаты и специальных почтовых штемпелях Российской Федерации», утверждённым приказом Министерства связи РФ № 115 от 26 мая 1994 года (зарегистрирован в Минюсте РФ 27 мая 1994 года № 584).

## Другие виды спецштемпелей
В филателистической литературе под термином «специальный почтовый штемпель» могут также подразумеваться почтовые штемпели, предназначенные для временных отделений связи или для других особых случаев обработки и пересылки почтовой корреспонденции.